# Kurt Konrad
Kurt Konrad, vlastním jménem Kurt Beer (15. října 1908 Třebíč – 25. září 1941 Drážďany), byl český marxistický novinář, literární a divadelní kritik.

## Životopis

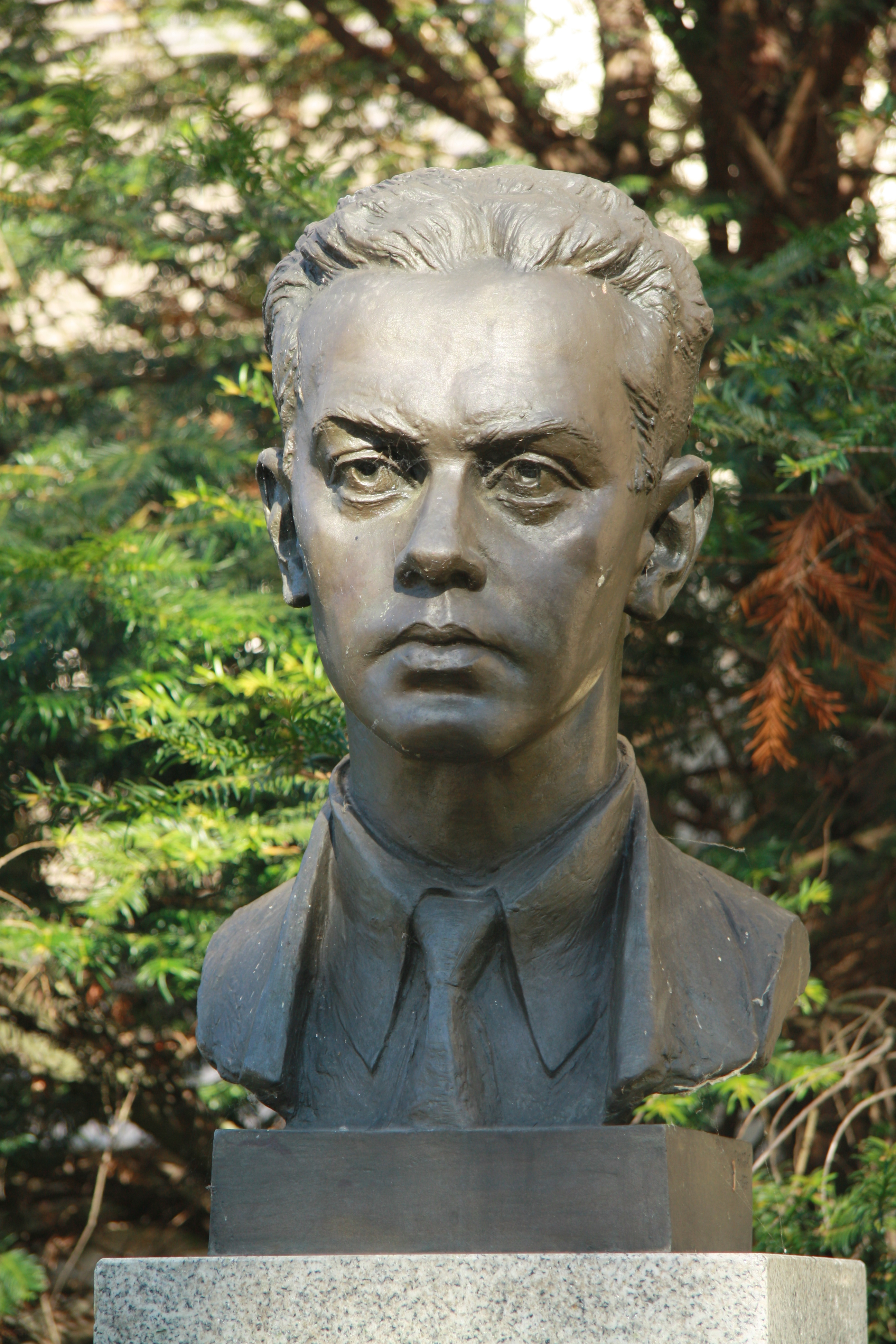
Busta Kurta Konrada před gymnáziem Třebíč

Kurt Konrad se narodil v německé židovské rodině, otec byl majitelem pily a byl obchodníkem se dřevem. V roce 1913 se jeho rodina přesunula do Brna a tam absolvoval gymnázium (maturoval v roce 1927). Ve 20. letech založil v Brně s přáteli Spolek nadlidí, ve kterém četli esoterickou poezii, debatovali o ruské revoluci a Sigmundu Freudovi. Na Německé univerzitě v Praze studoval medicínu, avšak studium v roce 1931 nedokončil. Začal se politicky angažovat, v roce 1928 vstoupil do Komunistické strany Československa.
V letech 1930 až 1938 působil v časopise Tvorba, také v Rudém právu (od 1930) a Haló novinách (1935–1938) jako komentátor. Poté nastoupil na sovětský zastupitelský úřad na pozici tiskového přidělence (uměl mj. čtyři světové jazyky). Byl též spolupracovníkem Julia Fučíka. Po obsazení Československa v roce 1939 odmítl pomoci svému mladšímu bratru Fridrichovi (Fritz Beer) při útěku z protektorátu a ubytovat ho, ale vysvětlil mu, že obsazení Československa nesleduje strategický cíl připravit útok na Sovětský svaz, jak se mylně domnívá, ale je namířeno proti západním mocnostem.
Pro svou spolupráci s prvním ilegálním ústředním vedením Komunistické strany Československa byl v březnu 1941 zatčen a vězněn. Jeho život se končí v září 1941 v Drážďanech, kde spáchal sebevraždu. Uvádí se, že svá poslední slova napsal na bílé záložce kalhot; zněla: „Umírám čestně.“